# Ferrer camanegre
El ferrer camanegre (Pyrrhosoma nymphula) és una espècie d'odonat zigòpter europeu de la família Coenagrionidae, amb algunes poblacions a Àfrica del Nord i Àsia Occidental. És present a Catalunya.

## Hàbitat
Viu en basses, pantans, llacs i també en rius de poc corrent.

## Identificació
Els mascles tenen els ulls vermells, el tòrax fosc amb franges vermelles o groguenques, l'abdomen vermell amb franges negres i les potes negres.
Les femelles presenten tres formes de color, però totes tenen bandes grogues al voltant dels segments abdominals. La forma typica té els segments abdominals vermells amb línies negres; la forma fulvipes té l'abdomen quasi vermell del tot; la forma melanotum té l'abdomen quasi totalment negre.
Fàcilment poden ser confosos amb el ferrer cama-roig (Ceriagrion tenellum), però aquest té les potes groguenques o vermelles. A Grècia i Albània hi ha una espècie semblant, Pyrrhosoma elisabethae. Són molt semblants; les femelles tenen el pronot lleugerament diferent amb plecs profunds en el marge posterior. Els mascles es diferencien pels seus apèndixs inferiors, que són més llargs que els superiors.

## Comportament
El Ferrer camanegre és sovint el primer zigòpter a emergir, normalment a l'abril o el maig. És molt comú i se'l pot veure fins a finals de juliol o mig agost.
Les larves viuen en el fons i entre la vegetació subaquàtica. S'alimenten d'altres larves d'insectes i de petits crustacis.
Un cop arriben al final de la seva etapa larvària surten de l'aigua, pugen per les tiges de les plantes de la vora de l'aigua i es transformen en adults. Per fer-ho trenquen la pell i emergeixen com a imagos, deixant l'exúvia enganxada a la planta.
Durant un temps els adults s'allunyen de l'aigua fins que maduren; llavors tornen i s'aparellen. El mascle subjecta la femella en tàndem mentre aquesta fa la posta sobre les plantes aquàtiques.

## Galeria

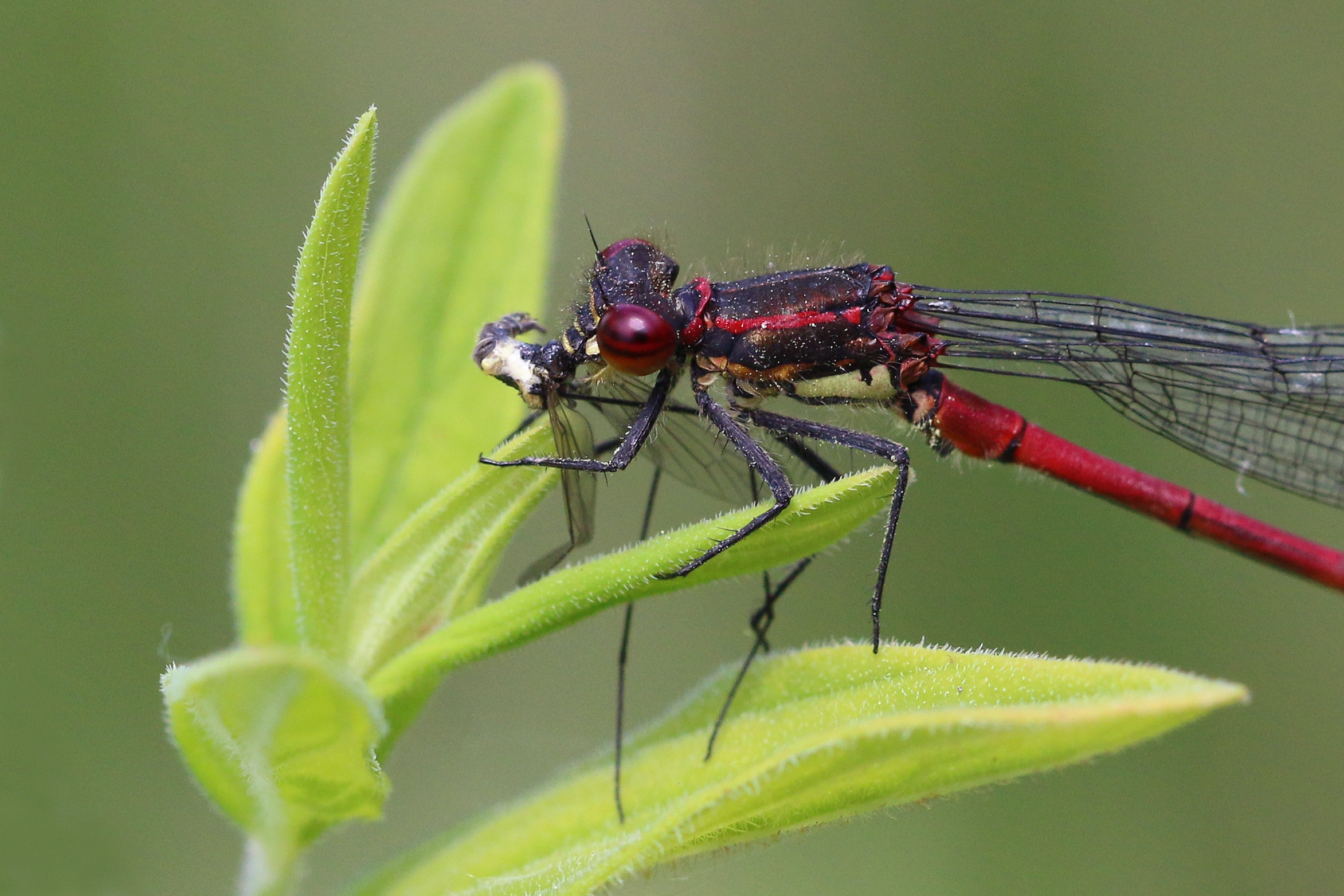
Pyrrhososma nymphula mascle menjant un insecte
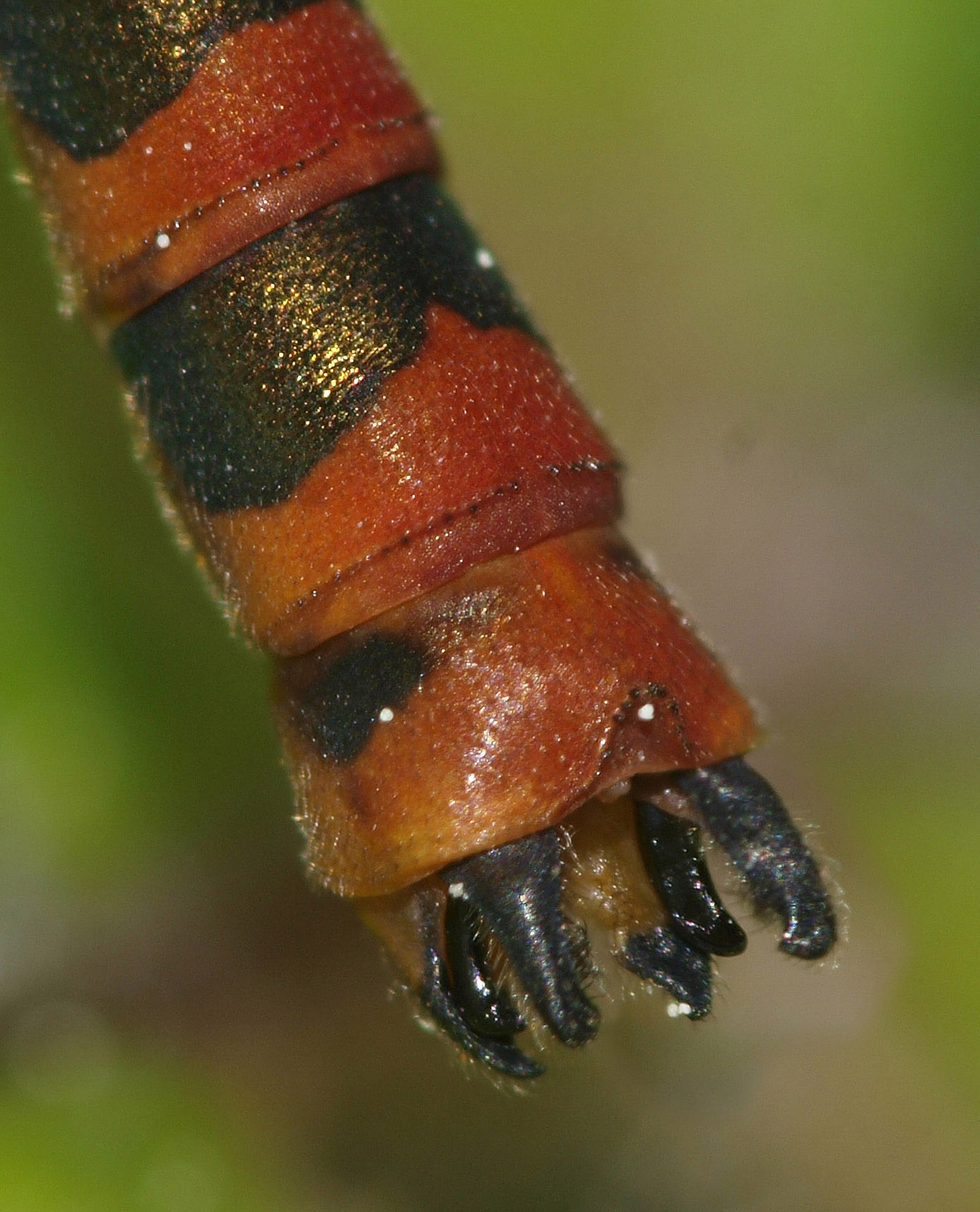
Pyrrhososma nymphula apèndixs mascle
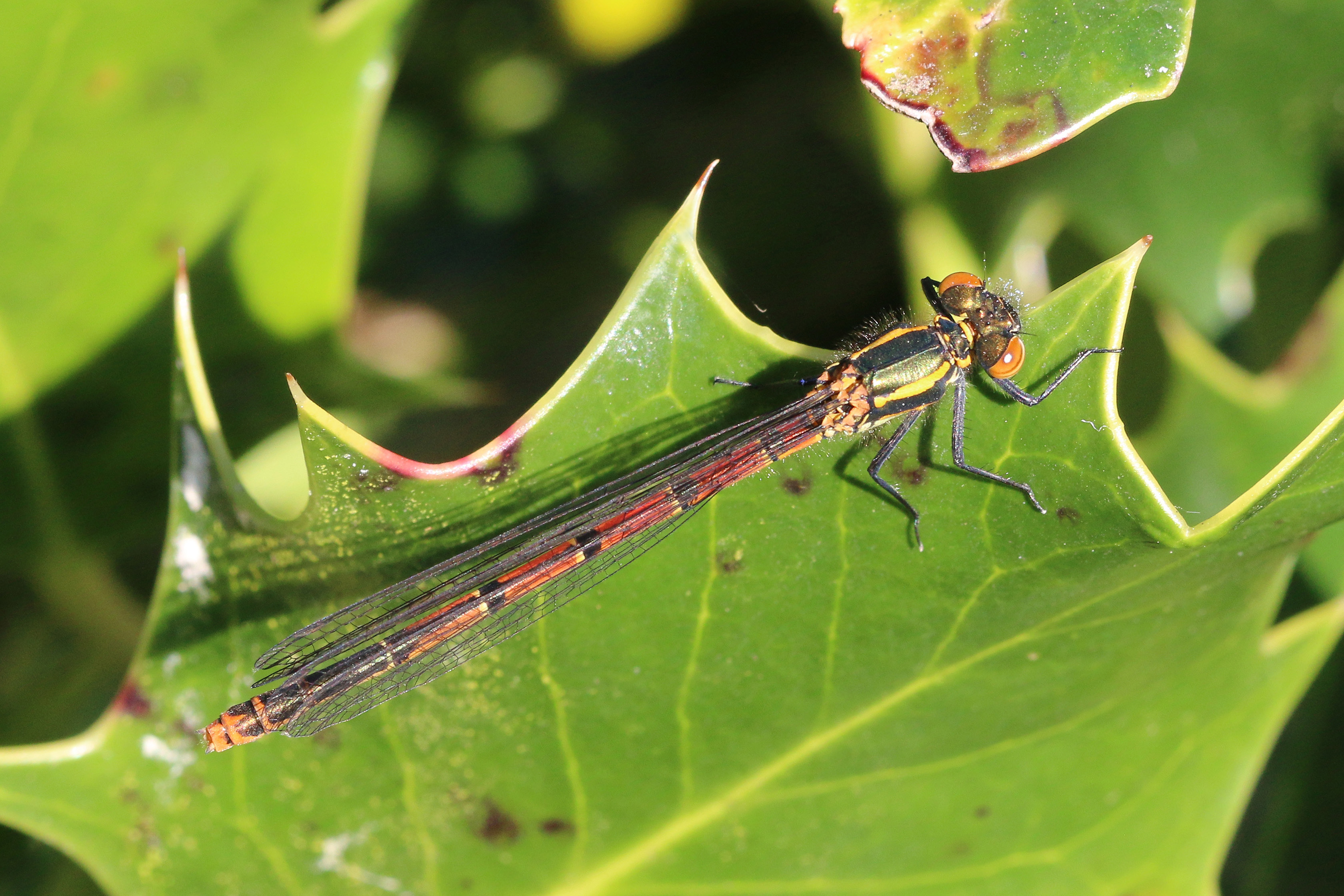
Pyrrhososma nymphula femella immadura, forma typica
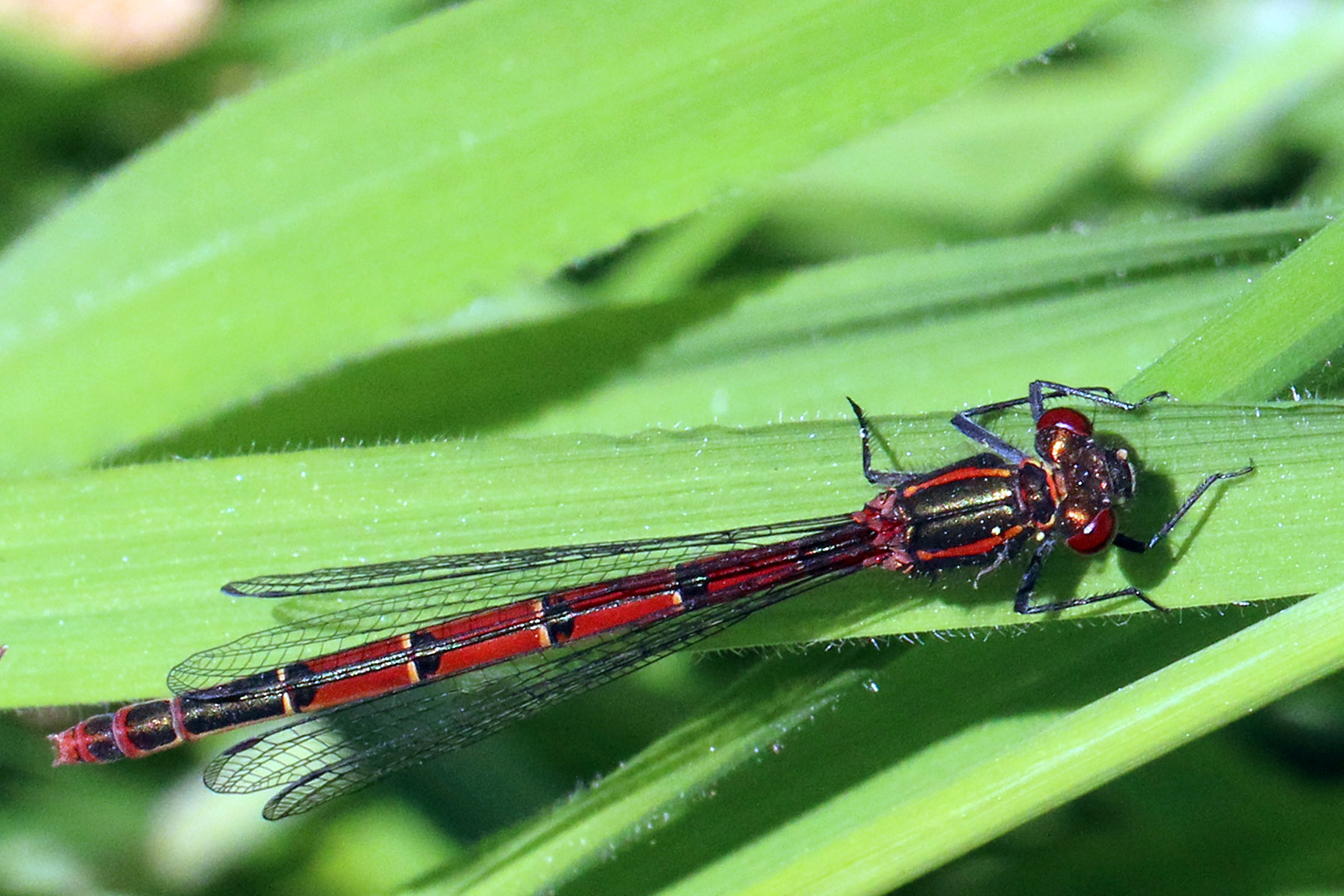
Pyrrhososma nymphula femella madura, forma fulvipes
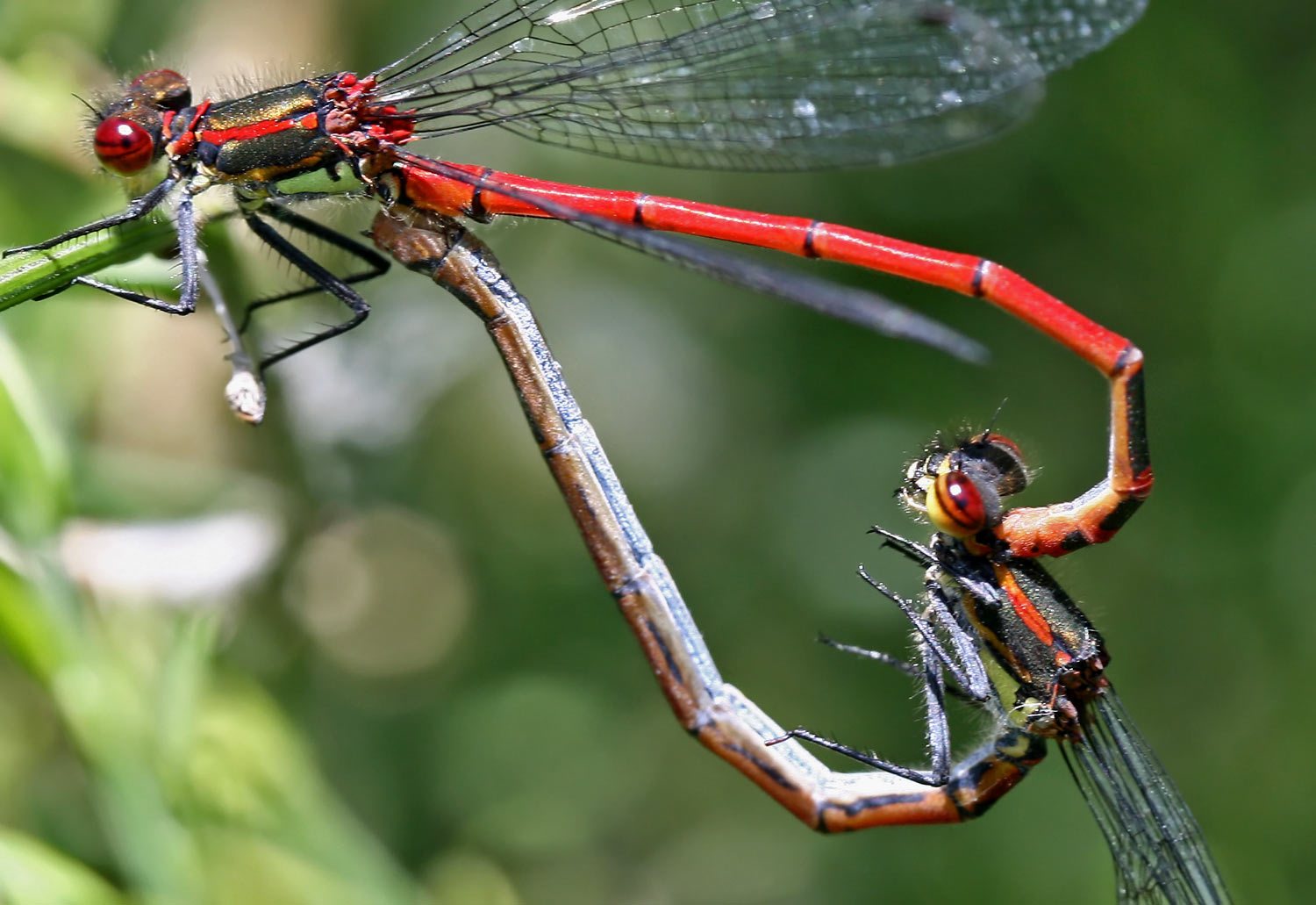
Pyrrhosoma nymphula còpula
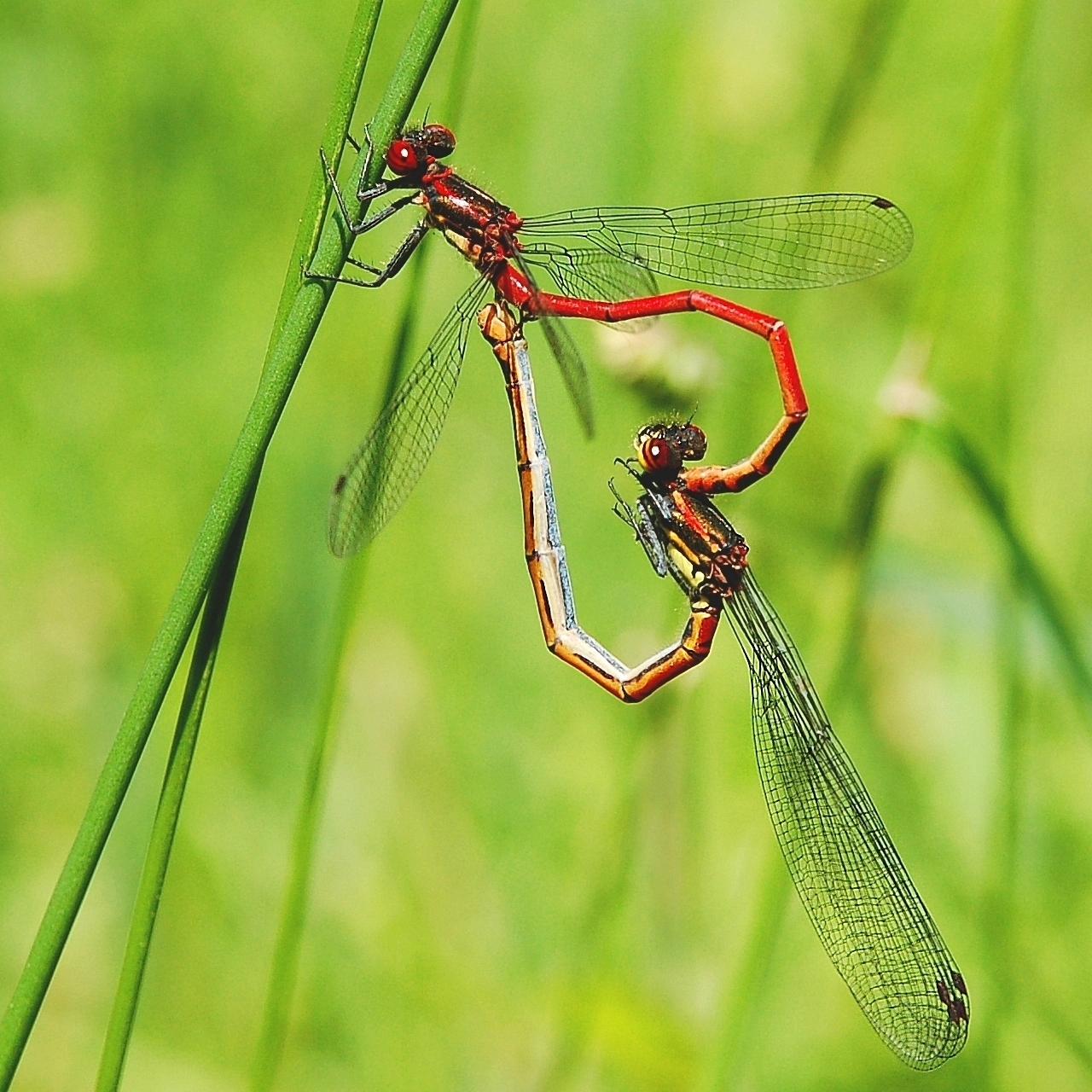
Pyrrhososma nymphula còpula
- Pyrrhososma nymphula posta
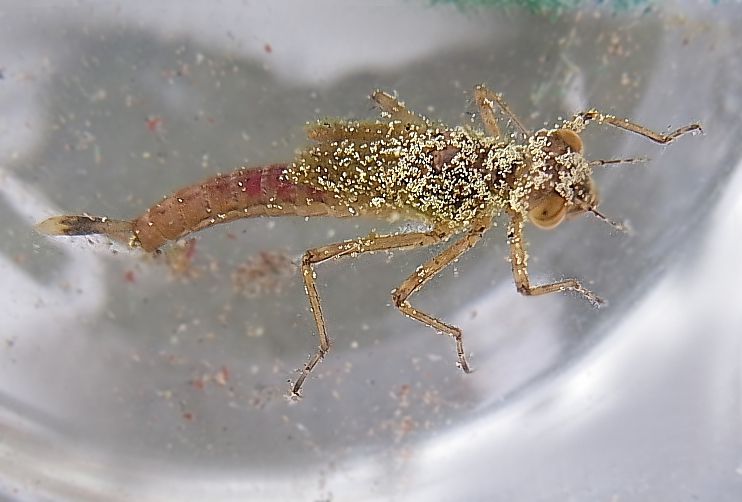
Pyrrhosoma nymphula larva
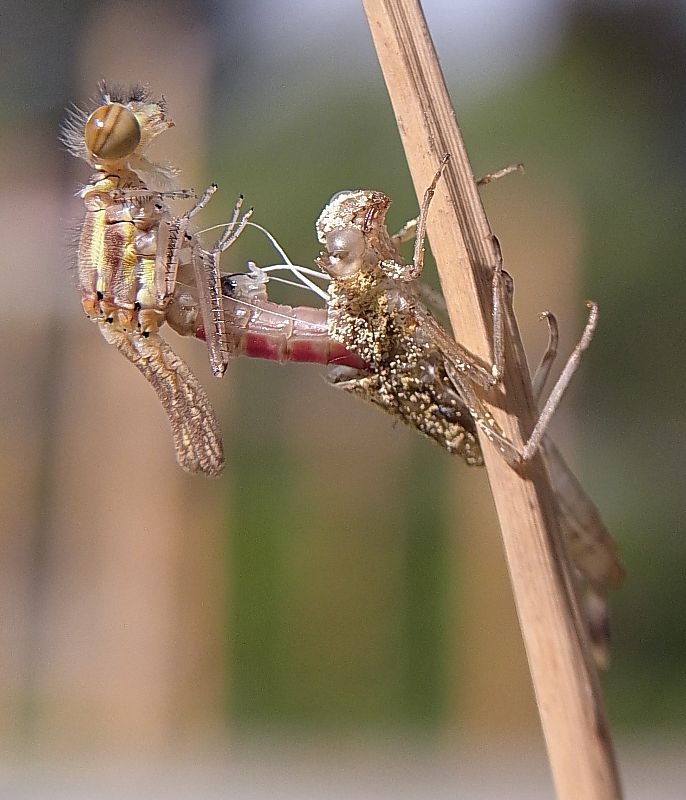
Pyrrhosoma nymphula emergència
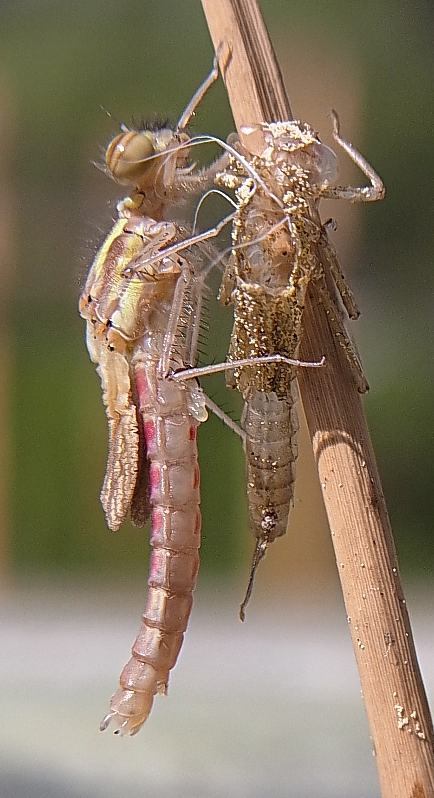
Pyrrhosoma nymphula acabat d'emergir